# Connie Talbot’s Christmas Album
A Connie Talbot's Christmas Album Connie Talbot gyermekénekes második lemeze. 2008. november 24-én került forgalomba. A 2008 közepén rögzített albumon karácsonyi témájú dalok szerepelnek. Talbot a nyilvánosság előtt is megjelent és világ körüli turnén is szerepel, hogy népszerűsítse a lemezt.

## Rögzítés és megjelenés
Az albumot 2008 közepén Talbot hálószobájában berendezett stúdióban rögzítették, és örökzöld valamint új karácsonyi dalokból készült válogatás szerepel rajta. A lemez felvételét Talbot így jellemezte: "Nagyon szerettem. Szeretek minden dalt, amit kiválasztottak. Nagyon jó és élvezetes volt." Öt dalt (a "Let it Snow!", a "Rocking Around the Christmas Tree", a "Jingle Bell Rock", a "Santa Clause Is Coming to Town" és a "Frosty the Snowman" címűeket) big band, míg a többit sokkal hagyományosabb stílusban rögzítetek. A lemez 2008. november 24-én került a boltokba. Miután a lemez szigetországi terjesztője, a Pinnacle Entertainment csődvédelmet kért saját maga ellen, a lemezt Nagy-Britanniában nehézségek árán tudták terjeszteni. Talbot anyja, Sharon a jelentések szerint ezt mondta: "Nem igazán értjük most mi is történik... Úgy gondoljuk, talán most várnak, és az év egy későbbi részében fogják reklámozni. Szégyen és gyalázat, de a lemezt Ázsiában és az USA-ban már lehet kapni."

## Reklámozása
Talbot nem sokkal a lemez megjelenését követően szerepelt a HMV walsalli részlegénél, ahol lemezének másolatait dedikálta, és rajongóival találkozott. Az album megjelenése előtt Talbotnak általános iskolájában volt egy titkos fellépése, amit az ITV1 a karácsonyi kedvre hangoló műsorsorozatában le is vetített. A Christmas with Connie című dokumentumfilmet az ITV Central december 18-án tűzte műsorára. Az Album megjelenését követően egy világ körüli népszerűsítő turnéra ment. Ezalatt fellépett a dél-koreai Ewha Női Egyetemen. Ebben az országban az Over the Rainbow lemezből több mint 30 000 példányt adtak el. Talbot fellépett még a berlini Ein Hürtz für Kinder (Egy szív a gyermekekért) karitatív rendezvényen is, s az itt nyújtott teljesítményét Viktoria Schiller, a The Epoch Times kritikusa "az est egyik fénypontjaként" jellemezte. December közepén ért haza, ahol családja körében nyugalmasan töltötte a karácsonyt. Tervben van egy 2009-es amerikai turnésorozat is.

## Kritikai fogadtatása
Ruth Harrison, a FemaleFirst újság írója a lemezt 4/5-reértékelte, azt mondta, Talbot hangja "ritmusos zenéknél remek, de néha kicsit leenged". Harrison azt mondta, Talbot erőlködött a "Merry Christmas Everybody" rockos hangzásával, de az "Ave Maria" vokálos része hihetetlenre sikerült, és a bónuszszám tényleg bónusz lett.

## A számok listája
1. "Let it Snow!"
2. "When a Child Is Born"
3. "Frosty the Snowman"
4. "Merry Christmas Everybody!"
5. "Santa Claus Is Coming to Town"
6. "Ave Maria"
7. "Walking In A Winter Wonderland"
8. "Do You Hear What I Hear?"
9. "Rockin' Around the Christmas Tree"
10. "O Little Town of Bethlehem"
11. "Jingle Bell Rock"
12. "I Wish it Could Be Christmas Every Day"
13. "Walking in the Air"
14. "Silent Night"
15. "White Christmas"
16. "I Believe in Father Christmas"

## Fordítás
- Ez a szócikk részben vagy egészben  a   Connie Talbot's Christmas Album című angol Wikipédia-szócikk ezen változatának fordításán alapul.  Az eredeti cikk szerkesztőit annak laptörténete sorolja fel. Ez a jelzés csupán a megfogalmazás eredetét és a szerzői jogokat jelzi, nem szolgál a cikkben szereplő információk forrásmegjelöléseként.

## Külső hivatkozások
- Connie Talbot's Christmas Album az AllMusicon